# Meister von Cesi
Als Meister von Cesi (auch Cesi-Meister, it. Maestro di Cesi) wird ein Maler des italienischen Mittelalters bezeichnet, der um 1300 in Umbrien tätig war. Der namentlich nicht bekannte Künstler erhielt seinen Notnamen nach seinem Tafelbild „Maestà“, einer Marienfigur mit Kind und Heiligen, das er für die Kirche Santa Maria Assunta in Cesi bei Terni laut Inschrift 1308 malte. Dem Meister werden einige weitere Werke wie z. B. ein Triptychon aus der Klosterkirche Santa Maria della Stella in Perugia zugeordnet.

## Stil
Der Meister von Cesi steht am Übergang des zuvor nach den strengen Regeln byzantinischer Kunst Malenden in den Stil der italienischen Frührenaissance. Seine Malweise zeigt schon neuere, lebendigere Darstellung von Figuren und Handlung. Das Triptychon aus Santa Maria della Stella steht in Komposition und Ausführung einem etwas früher gemalten Wandgemälde in Assisi von Cimabue sehr nahe, dem Maler, der als einer der ersten italienischen Meister diesen Übergang begann. Weiter klingt der Stil von Vorgängern wie Simeone und Machilone von Spoleto an. Teilweise wird ein Einfluss Pietro Cavallinis angenommen.

## Werke (Auswahl)
- Dossale Madonna mit Kind und Heiligen (Altarfragment), Cesi, Kirche Santa Maria Assunta,
- Triptychon Christus und Maria, Perugia, aus der Klosterkirche Santa Maria della Stella (heute Musée Marmottan, Paris)[3]
- Bemaltes Kruzifix, Spoleto, Pinacoteca Comunale di Spoleto

## Bedeutung
Die Werke des Meisters von Cesi gelten als bedeutende Beispiele der mittelalterlichen Kunst und Ikonographie in Umbrien. Die in den regionalen Museen zu findenden Bilder des Meisters werden zu den Attraktionen der Region gezählt.

## Die Frau als Stifterin
Der Meister von Cesi stellt auf dem Dossale in Cesi eine einzelne Frau als Stifterin dar. Durch Inschrift als Donna Elena identifiziert ist dies eine der ersten Darstellungen dieser Art und eine kunsthistorische Besonderheit. Üblicherweise werden in der Kunst des Mittelalters Frauen nur untergeordnet als Teil der Stifterfamilie dargestellt. Das Stifterbild beim Meister von Cesi zeigt wie auch noch 100 Jahre später am Beispiel des Meisters der Cité des Dames erkennbar, dass auch alleinstehende unabhängige Frauen als Auftraggeber von Kunstwerken auftreten konnten.